# Opdyke
Opdyke – jednostka osadnicza w Stanach Zjednoczonych, w stanie Illinois, w hrabstwie Jefferson.